# Де Мельчор, Энрике
Энрике де Мельчор (исп. Enrique de Melchor, настоящее имя Энрике Хименес Рамирес, Enrique Jiménez Ramírez; род. 15 июля 1950, Марчена, Севилья, Испания — 3 января 2012, Мадрид, Испания) — испанский гитарист, исполнитель фламенко.

## Биография
Родился 15 июля 1950 года в Марчене, в семье гитариста Мельчора де Марчены. Когда мальчику исполнилось 12 лет, его семья переехала в Мадрид. С этого времени Энрике играет в таблао (кафе фламенко), владельцем которого был Маноло Караколь.

## Дискография
- La guitarra flamenca de Enrique de Melchor (1977).
- Sugerencias (1983)
- Bajo la luna (1988)
- La noche y el día (1991)
- Cuchichí (1992)
- Herencia gitana (1996).
- Arco de las rosas (1999)
- Raíz flamenca (2005)